# Le Petit-Abergement
Le Petit-Abergement ([lə pəti.t‿abɛʁʒəmã] ⓘ) ist eine ehemalige französische Gemeinde mit 123 Einwohnern (Stand 1. Januar 2019) im Département Ain in der Region Auvergne-Rhône-Alpes. Sie gehörte zum Arrondissement Belley.
Der Erlass des Präfekten vom 29. September 2015 legte mit Wirkung zum 1. Januar 2016 die Eingliederung von Le Petit-Abergement als Commune déléguée zusammen mit den früheren Gemeinden Hotonnes, Le Grand-Abergement und Songieu zur Commune nouvelle Haut Valromey fest.
Der Erlass der Präfektin vom 13. September 2024 legte mit Wirkung zum 1. Januar 2025 die Eingliederung von Haut Valromey zusammen mit der früheren Gemeinde Ruffieu zur neuen, gleichnamigen Commune nouvelle Haut Valromey fest. Le Petit-Abergement besitzt seitdem wie die bisherigen Communes déléguées keinen derartigen Status mehr.

## Geografie

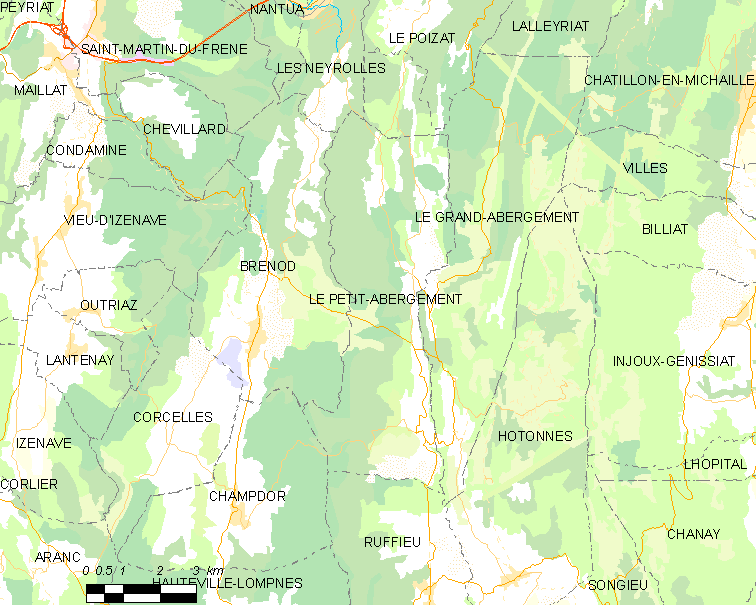
Karte von Le Petit-Abergement

Le Petit-Abergement liegt etwa 39 Kilometer südöstlich von Bourg-en-Bresse und etwa 39 Kilometer westnordwestlich von Annecy in der Région naturelle des Bugey. Das Bauerndorf erstreckt sich in der Talschaft des oberen Valromey in einer Mulde am westlichen Talhang des Séran am Fuß des Höhenzuges der Forêt des Amortais. Das Zentrum liegt auf etwa 765 m Höhe.
Zu Le Petit-Abergement gehörten neben dem Weiler Jalinard (910 m) zahlreiche Hofgruppen und Einzelhöfe auf dem Jurahochplateau.
Umgeben wird Le Petit-Abergement von den Ortsteilen von Haut-Valromey, Le Grand-Abergement im Nordosten und Osten, Ruffieu im Süden sowie von den Nachbargemeinden Champdor-Corcelles im Südwesten, Brénod im Westen und Les Neyrolles im Nordwesten.

## Geschichte
Erstmals urkundlich erwähnt wird Le Petit-Abergement im Jahr 1345 unter dem latinisierten Namen Parvum Albergamentum. Kirchlich gehörte der Ort zur Pfarrei Le Grand-Abergement. Im Mittelalter stand das Dorf unter der Oberhoheit der Grafen von Savoyen. Mit dem Vertrag von Lyon gelangte Le Petit-Abergement im Jahre 1601 an Frankreich.

## Bevölkerungsentwicklung
| Le Petit-Abergement: Einwohnerzahlen von 1793 bis 2013                                                                     | Le Petit-Abergement: Einwohnerzahlen von 1793 bis 2013 | Le Petit-Abergement: Einwohnerzahlen von 1793 bis 2013 | Le Petit-Abergement: Einwohnerzahlen von 1793 bis 2013 | Le Petit-Abergement: Einwohnerzahlen von 1793 bis 2013 |
| --- | ------------------------------------------------------ | ------------------------------------------------------ | ------------------------------------------------------ | ------------------------------------------------------ |
| Jahr |                                                        |                                                        |                                                        | Einwohner                                              |
| 1793 | 1793                                                   |                                                        | 672                                                    | 672                                                    |
| 1800 | 1800                                                   |                                                        | 746                                                    | 746                                                    |
| 1806 | 1806                                                   |                                                        | 776                                                    | 776                                                    |
| 1821 | 1821                                                   |                                                        | 645                                                    | 645                                                    |
| 1831 | 1831                                                   |                                                        | 638                                                    | 638                                                    |
| 1836 | 1836                                                   |                                                        | 669                                                    | 669                                                    |
| 1841 | 1841                                                   |                                                        | 626                                                    | 626                                                    |
| 1846 | 1846                                                   |                                                        | 682                                                    | 682                                                    |
| 1851 | 1851                                                   |                                                        | 649                                                    | 649                                                    |
| 1856 | 1856                                                   |                                                        | 579                                                    | 579                                                    |
| 1861 | 1861                                                   |                                                        | 561                                                    | 561                                                    |
| 1866 | 1866                                                   |                                                        | 538                                                    | 538                                                    |
| 1872 | 1872                                                   |                                                        | 518                                                    | 518                                                    |
| 1876 | 1876                                                   |                                                        | 508                                                    | 508                                                    |
| 1881 | 1881                                                   |                                                        | 515                                                    | 515                                                    |
| 1886 | 1886                                                   |                                                        | 460                                                    | 460                                                    |
| 1891 | 1891                                                   |                                                        | 474                                                    | 474                                                    |
| 1896 | 1896                                                   |                                                        | 427                                                    | 427                                                    |
| 1901 | 1901                                                   |                                                        | 376                                                    | 376                                                    |
| 1906 | 1906                                                   |                                                        | 355                                                    | 355                                                    |
| 1911 | 1911                                                   |                                                        | 346                                                    | 346                                                    |
| 1921 | 1921                                                   |                                                        | 299                                                    | 299                                                    |
| 1926 | 1926                                                   |                                                        | 301                                                    | 301                                                    |
| 1931 | 1931                                                   |                                                        | 288                                                    | 288                                                    |
| 1936 | 1936                                                   |                                                        | 292                                                    | 292                                                    |
| 1946 | 1946                                                   |                                                        | 254                                                    | 254                                                    |
| 1954 | 1954                                                   |                                                        | 244                                                    | 244                                                    |
| 1962 | 1962                                                   |                                                        | 226                                                    | 226                                                    |
| 1968 | 1968                                                   |                                                        | 186                                                    | 186                                                    |
| 1975 | 1975                                                   |                                                        | 172                                                    | 172                                                    |
| 1982 | 1982                                                   |                                                        | 144                                                    | 144                                                    |
| 1990 | 1990                                                   |                                                        | 141                                                    | 141                                                    |
| 1999 | 1999                                                   |                                                        | 141                                                    | 141                                                    |
| 2006 | 2006                                                   |                                                        | 141                                                    | 141                                                    |
| 2013 | 2013                                                   |                                                        | 135                                                    | 135                                                    |
| Quelle(n): EHESS/Cassini bis 1999, INSEE ab 2006 Anmerkung(en): Ab 1962 offizielle Zahlen ohne Einwohner mit Zweitwohnsitz |                                                        |                                                        |                                                        |                                                        |

Nachdem die Einwohnerzahl in der ersten Hälfte des 20. Jahrhunderts deutlich abgenommen hatte, verblieb die Bevölkerungszahl seit Beginn der 1980er Jahre auf annähernd konstantem Niveau.

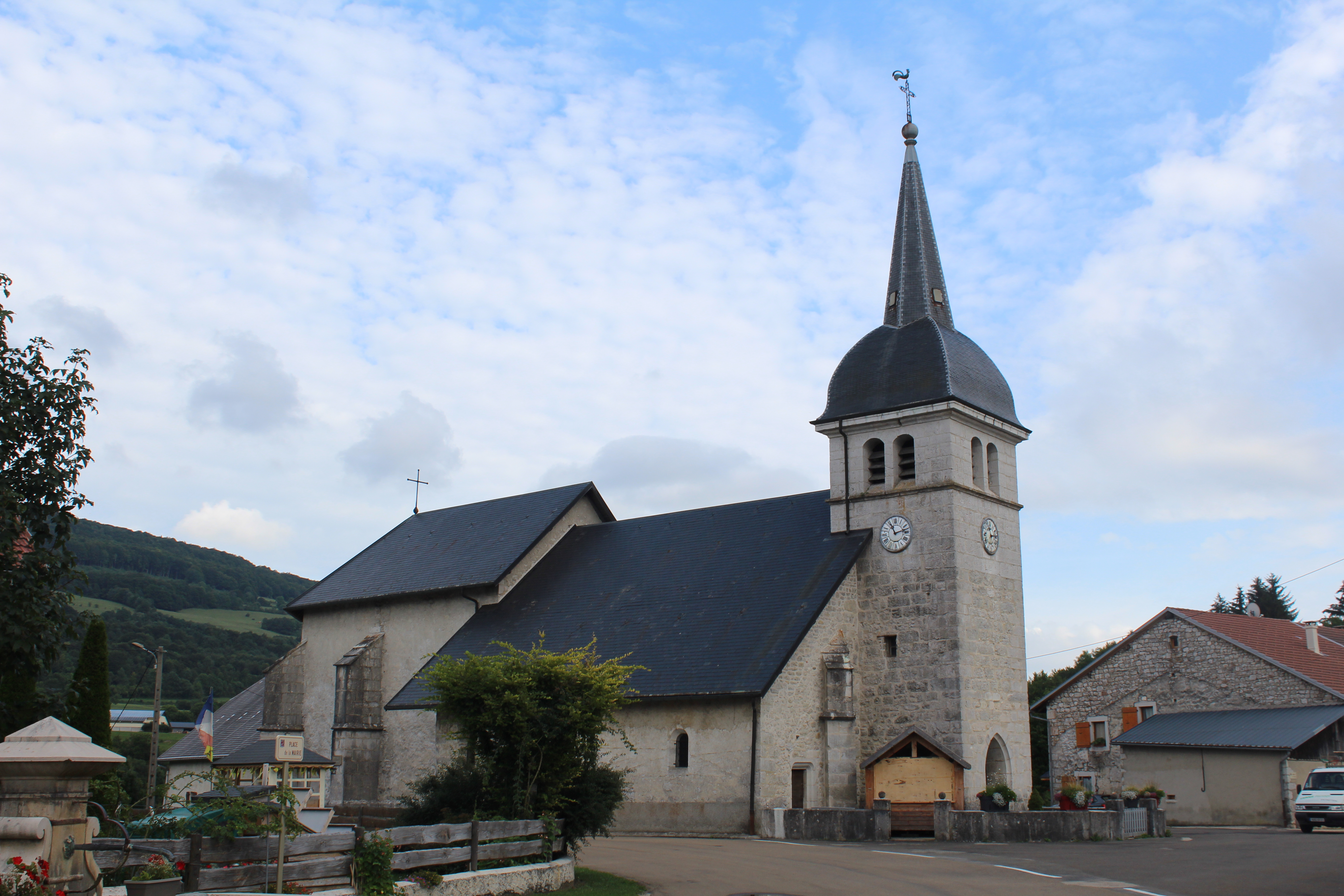
Dorfkirche Saint-Étienne

## Sehenswürdigkeiten
Die Dorfkirche Saint-Étienne wurde in der zweiten Hälfte des 14. Jahrhunderts im Stil der Flamboyantgotik erbaut, und das Kirchenschiff im 17. Jahrhundert erweitert. Die Kirche ist seit 1973 als Monument historique eingeschrieben.

## Wirtschaft
Le Petit-Abergement war bis weit ins 20. Jahrhundert hinein ein vorwiegend durch die Landwirtschaft und Forstwirtschaft geprägtes Dorf. Noch heute leben die Bewohner überwiegend von der Tätigkeit im ersten Sektor. Einige Erwerbstätige sind auch Wegpendler, die in den größeren Ortschaften der Umgebung ihrer Arbeit nachgehen.